# Instituto Internacional de Investigación y Capacitación para la Promoción de la Mujer
El Instituto Internacional de Investigaciones y Capacitación de las Naciones Unidas para la promoción de la Mujer (UN- INSTRAW) es un organismo de Naciones Unidas dedicado a la investigación, capacitación y gestión del conocimiento para alcanzar la igualdad de género y el empoderamiento de las mujeres, y fue creado por el Consejo Económico y Social (ECOSOC) de las Naciones Unidas, tras la primera Conferencia Mundial de Mujeres de México de 1975.
Tras la recomendación del ECOSOC de que se localizará en un país en desarrollo, la sede central de UN-INSTRAW se situó en Santo Domingo, en la República Dominicana, lo que le confiere una clara dimensión iberoamericana.
En colaboración con los gobiernos, la sociedad civil y el sistema de las Naciones Unidas, el INSTRAW lidera actuaciones innovadoras y estratégicas que contribuyen a mejorar la vida de las mujeres. Trabaja sobre la base de un proceso continuo de análisis, aprendizaje y acción para que los resultados de la investigación reviertan en el diseño de los programas de formación, en la construcción de capacidad y en la formulación de las políticas.
Las principales áreas de actuación vienen siendo Mujeres, Paz y Seguridad, Mujeres migrantes, Desarrollo y Remesas y Participación política de las mujeres, particularmente a nivel local. El marco estratégico 2008-2011 consolida los programas de investigación y capacitación desarrollados en el periodo anterior y que han obtenido creciente reconocimiento y visibilidad.